# Interaktionsteori
Interaktionsteori är en riktning inom omvårdnadsteori där man vill fokusera på omvårdnadsrelationen, det vill säga den relation som omvårdaren upprättar, med patienten, för att uppnå ett ömsesidigt samspel i arbetet med att stärka vårdtagarens hälsa.